# جمعية مرشدات جزر البهاما
جمعية مرشدات جزر البهاما هي المنظمة الإرشادية الوطنية في جزر البهاما. تأسست الجمعية في عام 1915 وأصبحت عضوا كامل العضوية في الرابطة العالمية للمرشدات وفتيات الكشافة في عام 1975 وتحوي المنظمة 2،351 عضوا (اعتبارا من 2012).